# Ḩaq Vīrān
Ḩaq Vīrān (persiska: حق ویران, Ḩaqvarān) är en ort i Iran.   Den ligger i provinsen Västazarbaijan, i den nordvästra delen av landet, 700 km väster om huvudstaden Teheran. Ḩaq Vīrān ligger 1 694 meter över havet och antalet invånare är 504.
Terrängen runt Ḩaq Vīrān är huvudsakligen kuperad, men österut är den platt. Terrängen runt Ḩaq Vīrān sluttar österut. Runt Ḩaq Vīrān är det ganska tätbefolkat, med 83 invånare per kvadratkilometer. Närmaste större samhälle är Salmās, 15,4 km öster om Ḩaq Vīrān. Trakten runt Ḩaq Vīrān består i huvudsak av gräsmarker.